# TAT Towers
Les  TAT Towers sont des gratte-ciel jumeaux construits en l'an 2000 à Istanbul  en Turquie.
L'ensemble comprend deux tours identiques :
- TAT Tower 1 : 143 m de hauteur, 34 étages;
- TAT Tower 2 : 143 m de hauteur, 34 étages.

Les immeubles ont été conçus par l'agence d'architecture japonaise Nikken Sekkei.